# Книга джунглей (фильм, 2016)
«Книга джунглей» (англ. The Jungle Book) — американский приключенческий драматический фильм режиссёра и продюсера Джона Фавро по сценарию Джастина Маркса, снятый компанией Walt Disney Pictures, основанный на одноимённом сборнике рассказов Редьярда Киплинга. Это анимационно-игровой ремейк одноимённого мультфильма 1967 года. Нил Сети играет Маугли, мальчика-сироту, который, руководствуясь своими опекунами-животными, отправляется в путешествие самопознания, уклоняясь от угрожающего Шер-Хана. Фильм включает в себя голосовые выступления и захват движения от Билла Мюррея, Бена Кингсли, Идриса Эльбы, Лупиты Нионго, Скарлетт Йоханссон, Джанкарло Эспозито и Кристофера Уокена.
Фавро, Маркс и продюсер Бригхэм Тейлор разработали сюжет фильма как баланс между анимационной полнометражной экранизацией Disney и оригинальными работами Редьярда Киплинга, заимствуя элементы из обоих в фильме. Основные съёмки начались в 2014 году и проходили в Лос-Анджелесе. Фильм требовал широкого использования компьютерных изображений для изображения животных и декораций.
Премьера состоялась 7 апреля 2016 года в России и 15 апреля в США в форматах Disney Digital 3D, RealD 3D, IMAX 3D, D-Box и больших форматах премиум-класса. Фильм заработал 966 миллионов долларов по всему миру, что делает его пятым кассовым фильмом 2016 года. Среди ремейков Disney, фильм является восьмым дорогим и пятым кассовым на сегодняшний день. Фильм получил награды за достижения в области визуальных эффектов на 89-й церемонии вручения премии «Оскар», 22-й церемонии вручения премии «Выбор кинокритиков» и 70-й премии церемонии вручения премии BAFTA. Критический консенсус Rotten Tomatoes описывает фильм «так же приятно наблюдать, как и увлекательно смотреть». Продолжение находится в разработке, Маркс возвращается в качестве сценариста, а Джон Фавро — в качестве режиссёра и продюсера.

## Сюжет
Действие происходит в 1890-х в джунглях Индии. Мальчик-сирота Маугли живёт в стае волков во главе с Акелой. Во время засухи, животные объявляют перемирие и пьют из водопоя. Но тут появляется бенгальский тигр Шер-Хан, который решает убить Маугли по окончании перемирия. Волки решают, что Маугли должен покинуть джунгли и отправиться в деревню. Его сопровождает чёрная пантера Багира.
Шер-Хан нападает на них, но Маугли сбегает, спрятавшись в стаде буйволов. Вскоре он встречает самку тигрового питона по имени Каа, которая гипнотизирует его. Маугли видит видение о том, как Шер-Хан убил его отца. Она также рассказывает о «Красном цветке» (огонь). Каа пытается съесть Маугли, но его спасает медведь Балу. В знак благодарности Маугли собирает для Балу мёд и решает остаться с ним до зимы. Узнав, что Маугли покинул джунгли, Шер-Хан убивает Акелу.
Багира находит Маугли и Балу и злится, что Маугли не ушёл к людям. Ночью, Маугли помогает стаду слонов вытащить слонёнка из ямы. Балу понимает, что не сможет защитить Маугли, и соглашается отвести его в деревню.
Маугли похищает стая обезьян по имени бандар-логи, которых возглавляет, гигантопитек король Луи. Луи просит мальчика показать, как добывать огонь. Балу отвлекает Луи, пока Багира уводит Маугли, но одна из обезьян выдаёт их. Луи преследует Маугли и рассказывает о смерти Акелы. В результате храм разрушается.
Маугли решает противостоять Шер-Хану. Он крадёт из деревни огонь и идёт в джунгли, непреднамеренно устраивая лесной пожар. Шер Хан утверждает, что Маугли сделал себя врагом, вызвав пожар. Маугли выбрасывает факел в реку. Балу, Багира и волчья стая задерживают Шер-Хана, пока Маугли убегает. Но Шер-Хан освобождается и догоняет Маугли, который загоняет его на мёртвое дерево. Ветка ломается под весом Шер-Хана, и он падает в огонь и сгорает заживо. Затем Маугли направляет слонов, чтобы они освободили реку и потушили огонь. Маугли решает остаться в джунглях.

## В ролях

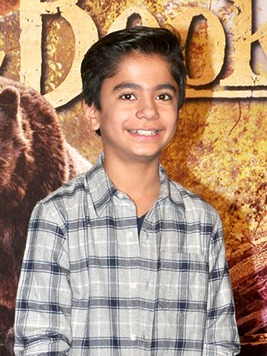
Нил Сети, актёр, который сыграл Маугли

- Нил Сети — Маугли, маленький мальчик, которого воспитали волки. Поиск кастинга Маугли был обширным, тысячи детей прослушивались из США, Великобритании, Новой Зеландии и Канады. В конце концов, на эту роль был утверждён новичок Нил Сети, а директор по кастингу Ребекка Уильямс описала его как воплощающего «сердце, юмор и смелость персонажа. Он тёплый и доступный, но при этом обладает интеллектом, который выходит далеко за рамки его лет, и впечатлил всех нас своей способностью держать себя в любой ситуации»[8]. Сети прошел тренировку паркура в рамках подготовки к этой роли[7].
  - Кендрик Рейес — маленький Маугли.
- Ритеш Ранджан — отец Маугли.

### Роли озвучивали
- Билл Мюррей — Балу, губач, который встречает и дружит с Маугли. Фавро имел в виду Мюррея, чтобы озвучить Балу с самого начала проекта: «Он идеален. Билл просто излучает всё очарование и юмор, которые вам нужны и которые вы ожидаете от Балу. У него определенная сухость и бунтарское качество». Он также всегда хотел работать с Мюрреем, будучи большим поклонником его работы, хотя он знал, что трудно с ним связаться. К счастью для Фавро, он смог связаться с Мюрреем, и он согласился присоединиться, а Фавро прокомментировал, что «как только он пришёл в проект, он был невероятно страстным. У него очень высокий стандарт». Мюррей сказал: «Я просто не мог отказаться от игры Балу. Джон [Фавро] — потрясающий рассказчик, и я такой большой поклонник оригинальных рассказов. Киплинг написал много удивительных вещей. Я прочитал эту книгу, когда мне было около 22 лет, и я всегда думал, что это просто необычное письмо»[1].
- Бен Кингсли — Багира, чёрная пантера, который является наставником и защитником Маугли. Фавро сказал, что Кингсли «привнёс эту элегантность и изысканность в персонажа, но с большой твердостью. Он интересный чувак с сумасшедшим диапазоном»[1]. Кингсли сказал, что «роль Багиры в жизни Маугли заключается в том, чтобы воспитывать, защищать и направлять»[1]. Кингсли сказал, что Багира «мгновенно узнаваем по тому, как он говорит, как он ведёт себя и каков его этический кодекс», и заявил, что «рассказы Редъярда Киплинга о приключениях Маугли с этими необычными, красиво определёнными персонажами знакомят многих по всему миру с Индийским субконтинентом и его культурой», хотя он чувствовал, что и фильм, и рассказы в конечном итоге были о поиске семьи Маугли: «Есть много замечательных историй, которые основаны на борьбе сироты за поиск семьи — создать семью вокруг него, что является очень острой частью фильма Джона Фавро. У него будут красивые, захватывающие, радостные моменты празднования. Но также вполне по праву должны быть свои тёмные моменты, потому что мы имеем дело с очень изолированным ребёнком, который побеждает огромные трудности»[1].
- Идрис Эльба — Шер-Хан, страшный, шрамированный бенгальский тигр с ослеплённым левым глазом, который хочет убить Маугли. Фавро чувствовал, что голос Эльбы «обладает огромным присутствием в комнате»[9], что «[Эльба] обладает такой гравитацией и приносит своё стальное присутствие, глубокий тембр, который перекликается больше, чем жизнь. Он понимает этого шрамированного, навязчивого тигра так, как того требует персонаж»[9]. Эльба сказал, что «Шер-Хан царствует со страхом. Он терроризирует всех, с кем сталкивается, потому что он родом из места страха»[9]. Эльба был очень впечатлен эффектами фильма, заявив, что «когда Джон [Фавро] показал выражение лица [Эльбы] Шер-Хана и то, как он двигается, [он] должен был спросить: „Это настоящий тигр?“ Технология невероятна»[9].
- Лупита Нионго — Ракша, самка азиатского волка, которая является приёмной матерью Маугли. Фавро и Маркс решили придать персонажу Ракши более преобладающую роль в фильме, похожую в оригинальных рассказах Киплинга[10]. Фавро выбрал Нионго, потому что он считал, что её голос пропитывает эмоции, необходимые для роли, комментируя, что «Лупита обладает огромной глубиной эмоций в своём исполнении. Есть эмоциональная основа, которую она приносит, и сила, и мы хотели этого для этой суррогатной матери. Многое из этого происходит от её голоса»[11]. Наряду с тем, что она была поклонницей оригинального мультфильма Disney, Нионго также прокомментировала: «Мне очень понравилось готовиться к этому и узнавать о волках и о том, насколько они общительны, как они держатся вместе. Существует такой порядок — иерархия волчьей стаи. Маугли пытается вписаться в других волчат. У него есть свои проблемы, но он в значительной степени является частью стаи, что касается Ракши»[1].
- Скарлетт Йоханссон — Каа, гигантский тигровый питон. Фавро решил выбрать Йоханссон, повторяющуюся сотрудницу Фавро, на роль Каа, изначально мужского персонажа, так как он чувствовал, что оригинальный фильм был «слишком ориентирован на мужчин»[12]. О роли Каа в фильме Фавро сказал, что «Маугли исследует различные регионы джунглей — более туманные, тёмные, более таинственные части джунглей. Вот где живёт Каа. Вот где она получает его, пока Балу не спасёт его и не вернёт в свою пещеру»[9]. Йоханссон сказал, что «для [неё] возможность сыграть Каа, как предполагал Джон [Фавро], была такой захватывающей»[9], и описала Каа как «зеркало в прошлое Маугли»[9].
- Джанкарло Эспозито — Акела, самец азиатского волка, который возглавляет стаю. Продюсер Бригхэм Тейлор похвалил Эспозито, утверждая, что «Джанкарло — уважаемый актёр, который абсолютно воплощает натуру персонажа»[9]. Наряду с комментированием того, что он является поклонником как мультфильма, так и книг Киплинга, Джанкарло описал своего персонажа как «…свирепого патриарха волчьей стаи. Он считает, что сила стаи заключается в том, что предлагает каждый волк. Он знает, что если они будут держаться вместе, они смогут выжить. Он — великий лидер, мудрый учитель. Я стремлюсь быть похожим на него»[1].
- Кристофер Уокен — король Луи, гигантопитек, который правит бандар-логами. Фавро решил изменить короля Луи с орангутанга на гигантопитека из-за того, что орангутаны не живут Индии, где происходит действие[6], хотя современные люди и гигантопитеки никогда не пересекались[13], но он придал животному вид, очень похожий на калимантанского орангутана, в отличие от доказательств о гигантопитеке. Его персонаж получил небольшое изменение по сравнению с мультфильмом и был частично вдохновлён персонажем Марлона Брандо полковником Курцом из фильма «Апокалипсис сегодня»[10], а также собственными физическими манерами Уокена[14]. Что касается изменений Луи, Фавро прокомментировал: «Мы создали эту нависающую фигуру, которая пыталась извлечь секрет огня от Маугли. А также это дало Маугли идею о том, что если бы у него был огонь, он мог бы иметь власть над Шер-Ханом, будь то хорошо или плохо. Так что в этом был аспект «Властелина колец»; огонь был почти как кольцо, которое собиралось дать кому-то высшую власть, но разрушить его, а также создать разрушение»[15].
- Гарри Шендлинг — Икки, индийский дикобраз, который собирает вещи и первым замечает появление Скалы Мира. Икки не был показан в оригинальном фильме[9]. Это последняя роль Шендлинга, так как он умер от тромбоэмболии лёгочной артерии до выхода фильма.
- Брайтон Роуз — серый брат, щенок азиатского волка, который является самым младшим из приёмных братьев и сестёр Маугли.[9].
- Джон Фавро — Фред, карликовая свинья, который является одним из соседей Балу. Персонаж, которого нет в оригинальном фильме[9].
- Сэм Рэйми — мистер Панголин, индийский ящер, который является одним из соседей Балу.
- Рассел Питерс — Рокки, индийский носорог[9]. Этот персонаж изначально должен был появиться в оригинальном мультфильме, где его озвучил бы Фрэнк Фонтейн, но Уолт Дисней отказался от персонажа.
- Мадлен Фавро — Ракель, индийский носорог, дочь Рокки[9].
- Сара Аррингтон — нильгау[9].

Эмджей Энтони, Макс Фавро, Хлоя Хехтер, Ашер Блинкофф, Нокс Ганьон, Саша Шрибер и Кай Шрибер озвучили волчат.
Ди Брэдли Бейкер, Арти Эспозито, Шон Джонсон и Аллан Траутман предоставили дополнительные голоса животных.

## Производство

### Разработка
«Идея выйти в джунгли и снять это, просто казалась, что в нём не будет той магии, которая была в фильме 1967 года. В этом было мечтательное качество. В этом было сюрреалистическое качество. Это был высокий знак для анимации персонажей, и для меня это то, о чём я помню. И поэтому я хотел убедиться, что мы сохранили это… Но то, что сказал [Алан] Хорн], было: Посмотрите на технологию. Посмотрите на „Жизнь Пи“, „Аватара“. Почему бы не использовать технологию, чтобы создать целый мир, который переносит вас? Давайте действительно примем эту новую технологию и посмотрим, что мы можем сделать, если раздвинем её границы».
В июле 2013 года Walt Disney Pictures анонсировала экранизацию сборника рассказов Редьярда Киплинга «Книга джунглей», а Джастин Маркс должен написать сценарий. Фильм станет третьим фильмом по мотивам произведений Киплинга, после фильма 1994 года и фильма «История Маугли», а также пятой в целом после мультфильма 1967 года и его сиквела. Джон Фавро был утверждён в качестве режиссёра в ноябре того же года. В детстве Фавро смотрел мультфильм 1967 года. Он почувствовал необходимость найти баланс между двумя фильмами, сохранив бурный дух фильма 1967 года, включая некоторые из его запоминающихся песен, при создании фильма с бо́льшим реализмом и опасностью. Он также подчеркнул важность природы и понял, как всё изменилось во времена Киплинга и сейчас: «Во времена Киплинга природа была чем-то, что нужно было преодолеть. Теперь природа — это то, что нужно защищать». Он был побуждён председателем Walt Disney Studios Аланом Хорном воспользоваться обстановкой и сюжетом фильма как возможностью использовать последние достижения в фотореалистичном рендеринге, компьютерных изображениях и захвате движения. Сюжет фильма не взят независимо из работ Киплинга, но также заимствует вдохновение из других фильмов, включая отношения между детьми и наставниками в «Шейне», установление правил в опасном мире из «Славных парней» и использование теневой фигуры джунглей в фильме «Апокалипсис сегодня».
Pixar Animation Studios помогла в развитии сюжета, а также предоставила предложения по титрам фильма. Джон Лассетер тогдашний главный креативный директор, Pixar и Walt Disney Animation Studios, предложил закончить фильм оригинальной книгой, представленной в фильме 1967 года.

### Съёмки и визуальные эффекты
Съёмки проходили полностью на звуковых сценах в Los Angeles Center Studios в центре Лос-Анджелеса. Животные были созданы полностью в компьютерной анимации, с помощью кадров реального движения животных, актёров, записывающих свои реплики, и захвата выступления для справки. Производственная команда прошла тщательный процесс, чтобы реалистично передать речь животных, при этом делая их перцептуально правдоподобными для зрителей. Фавро исследовал более ранние фильмы с участием антропоморфных животных, включая мультфильмы Уолта Диснея, такие как «Белоснежка и семь гномов» и «Бэмби», а также более современные фильмы, такие как «Бэйб: Четвероногий малыш», и использовал некоторые методы из этих фильмов в «Книге джунглей». В фильме показано почти 70 отдельных видов животных, обитающих в Индии, при этом несколько видов изображены как «на 150% больше», чем их реальные аналоги
Магазин животных Джима Хенсона был привлечён, чтобы предоставить куклы животных для Сети, хотя ни одна из них не появилась в готовом фильме. Куклами управляли Арти Эспозито, Шон Джонсон, Аллан Траутман и Эйприл Уоррен. Фавро использовал захват движения с некоторыми актёрами, выражая желание избежать чрезмерного использования технологии, чтобы предотвратить вызов эффекта зловещей долины. Например, приподнятая бровь Билла Мюррея была включена в жесты морды Балу.
Визуальные эффекты создали Moving Picture Company (MPC) и Weta Digital. MPC разработала новое программное обеспечение для анимации мышечной структуры у животных. В джунглях в Индии были сфотографированы и использованы около 1000 отдаленных мест в качестве эталона в пост-производстве. Weta отвечала за анимацию сцены короля Луи, а супервайзер по визуальным эффектам Кит Миллер добавил, что «для Джона было важно увидеть Кристофера Уокена в животном. Поэтому мы взяли некоторые отличительные черты лица Уокена — культовые линии, морщины и складки — и интегрировали их в анимированного персонажа». Фавро выразил желание, чтобы 3D-кадры фильма пронизали возможности системы многоплоскостной камеры, используемой в предыдущих мультфильмах Disney. По предложению Фавро идея была распространена на версию фильма Walt Disney Pictures, начальный логотип, который был воссоздан как «нарисованный вручную, рисованный многоплановый логотип» в честь анимационных фильмов той эпохи, а также включающий слово «Pictures» в том же шрифте, что и в начальных титрах мультфильма 1967 года. В концовке фильма также представлена оригинальная книга, которая была в начале фильма 1967 года.

### Звук
Режиссёр Джон Фавро и композитор Джон Дебни стремились воссоздать опыт Fantasound, который имел в виду сам Уолт Дисней. При микшировании саундтрека в Dolby Atmos, как сказал Фавро: «Мы изолировали инструменты, когда могли. А в звуковом миксе мы создали микс Fantasound. Если вы посмотрите фильм в Atmos, вы почувствуете, что есть инструменты, которые движутся по театру». Fantasound упоминается в титрах фильма.

## Музыка
Музыкальное сопровождение для «Книги джунглей» было написано и проведено частым сотрудником Фавро Джоном Дебни, в основном черпающим из оригинальной музыки Джорджа Брунса. По словам Дебни, «Джон [Фавро] хотел несвоевременного звука для партитуры, и я принял это». Дебни создал для Маугли тему, которая «не слишком эмоциональна. В ней есть элегантность и величие. Он становится мужчиной через весь этот опыт, и именно это [Дебни и Фавро] хотели сказать своей темой». Тема Шер-Хана соответствовала мотиву из трех или четырех нот, в то время как тема Балу «призывала к причудливым струнам и басу», которая была «резвой и эмоциональной». Хотя у Багиры нет своей собственной темы, он представлен французскими рожками и струнами, а музыка Каа имеет звуки, похожие на змеи, в то время как у темы короля Луи есть много инструментов, таких как ударные инструменты, бас-маримбы, и т.д.
В то время как Ричард М. Шерман, который первоначально совместно со своим братом Робертом писал песни для фильма 1967 года, первоначально сообщал, что пишет новые песни для ремейка, Фавро решил не делать фильм мюзиклом. Тем не менее, он и Дебни включили несколько песен из мультфильма 1967 года «The Bare Necessities», написанная Терри Гилкисоном, в исполнении Мюррея и Сети, и кавер-версия Доктора Джона представлена в окончательных титрах. «I Wan’na Be Like You» и «Trust in Me» — написанные братьями Шерман, исполняются Уокеном и Йоханссон соответственно; Ричард М. Шерман написал переделанный текст для версии Уокена «I Wan'na Be Like You», Исполнение Йоханссон «Trust in Me» было продюсировано Марком Ронсоном и появляется только в конечных титрах. Walt Disney Records выпустила саундтрек к фильму 15 апреля 2016 года.

## Выход

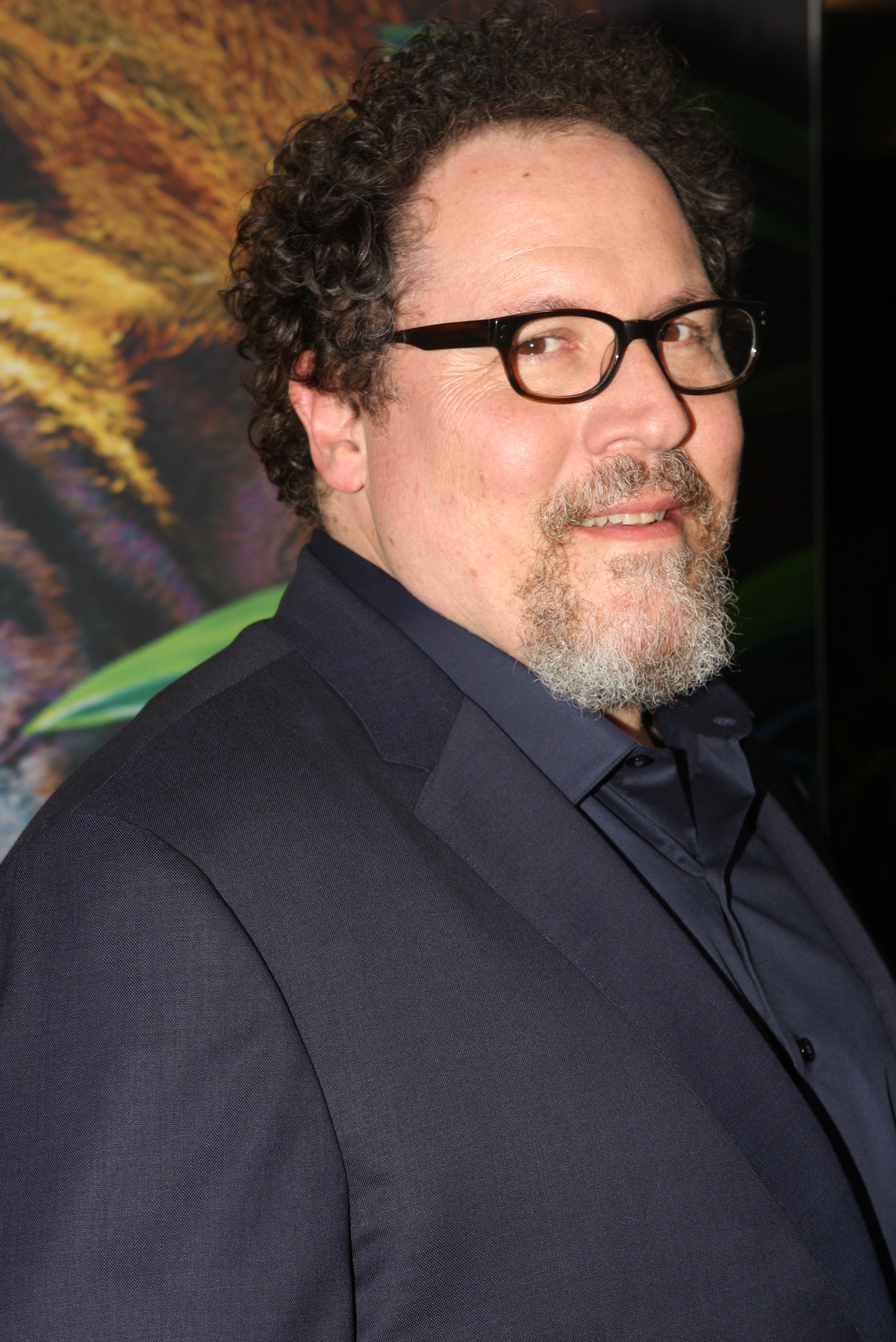
Джон Фавро на премьере фильма в Сиднее, Австралия.

Первоначально премьера была запланирована на 9 октября 2015 года, но позже была перенесена на 15 апреля 2016 года. Фильм был выпущен в США в формате Dolby Vision в Dolby Cinema, это первый фильм, выпущенный в Dolby Vision 3D (в нескольких избранных кинотеатрах в Нью-Йорке и Чикаго). Мировая премьера состоялась 4 апреля 2016 года в театре «Эль-Капитан»..
Он был выпущен 8 апреля в 15 странах, включая Аргентину, Австралию, Россию, Малайзию и Индию за неделю до своего дебюта в США. Дата выхода в Индии была стратегической для фильма, так как она совпала с Индийским Новым годом и была праздником в большинстве районов страны. В фильме была специальная версия на хинди с известными актёрами, озвучиваюшими главных героев, в том числе Ирфан Хан в роли Балу, Ом Пури в роли Багиры, Приянка Чопра в роли Каа, Нана Патекар в роли Шер-Хана и Шефали Шах в роли Ракши. Поскольку японский аниме-сериал «Книга джунглей» был чрезвычайно популярен в Индии в 1990-х годах, Disney India также заказала современную запись «Jungle Jungle Baat Chali Hai» (первоначально использованной для популярной индийской версии аниме-сериала), контролируемой композиторами оригинальной песни на хинди Вишалом Бхардваем и Гулзаром, и выпустила его в рамках рекламной кампании фильма в Индии.

### Новелизация
Нвеллизация по фильму, написанная Джошуа Прюэттом и Скоттом Питерсоном, была опубликована издательством 1 марта 2016 года Disney Publishing Worldwide.

### Выход на видео и телевидение
9 августа 2016 года фильм был выпущен в цифровом формате, а 16 августа — на DVD и Blu-ray компанией Walt Disney Studios Home Entertainment (22 августа в Великобритании). Говорили, что Blu-ray 3D вышел к концу года. Фильм в течение двух недель подряд занимал место в общем чарте продаж дисков NPD VideoScan. В США к декабрю 2016 года было продано 2 027 137 копий DVD и Blu-ray, а по состоянию на август 2018 года они было заработано 46 миллионов долларов. 19 июня 2020 года фильм стал доступен на Disney+. Премьера фильма на телеканале TBS состоялась 31 мая 2018 года.

## Восприятие

### Кассовые сборы
Фильм имел огромный коммерческий успех и стал спящим хитом. Он ненадолго удерживал рекорд по самому большому ремейку всех времён, пока его не превзошли «Красавица и Чудовище». Он зараюотал 364 миллионов долларов в США и Канаде и 602,5 миллионов долларов в других странах, что в общей сложности составляет 966,6 миллионов долларов по всему миру при бюджете в 175 миллионов долларов . По всему миру фильм вышел на 28 000 3D-экранах RealD и заработал 20,4 миллионов долларов в формате IMAX с 901 экрана, что является новым рекордом для фильма с рейтингом PG. Он заработал в общей сложности 39 миллионов долларов на экранах IMAX по всему миру. 13 мая он стал вторым фильмом 2016 года (после «Зверополиса»), который прошёл отметку в 800 миллионов долларов. 10 июня он стал третьим фильмом 2016 года после «Зверополиса» и «Первого мстителя: Противостояние», который прошел отметку в 900 миллионов долларов. Deadline Hollywood подсчитал, что чистая прибыль от фильма составляет 258 миллионов долларов, если учесть все расходы и доходы от фильма, что сделало его шестым прибыльным релизом 2016 года.

#### США и Канада
Прогнозы на первый уик-энд в США и Канаде постоянно пересматривались в более высокие показатели, начиная с 60 миллионов долларов и заканчивая 88 миллионами долларов, при этом женские и пожилые мужские квадранты были основной ничьёй. Фильм был показан в 4028 кинотеатрах, из которых 3100 кинотеатров (75%) были в 3D, включая 376 экранов IMAX, 463 экрана большого формата премиум-класса и 145 мест D-Box. Он вышел в пятницу, 15 апреля 2016 года, примерно на 9500 экранах в 4028 кинотеатрах и заработал 32,4 миллиона долларов, что является четвёртой по величине апрельской пятницей. Это включает 4,2 миллиона долларов с предпоказов в четверг, самый большой показатель предпоказа для фильма Disney (наравне с «Малефисентой»), что почти неслыханно для фильм с рейтингом PG, который редко привлекает многих покупателей билетов ночью. В общей сложности он заработал 103,3 миллиона долларов в первый уик-энд, превзойдя ожидания на 40% и зафиксировал самый кассовый апрельский выход для фильма с рейтингом PG (побив рекорд «Бунта ушастых»), второй кассовый выход ремейка Disney (после «Алисы в Стране чудес») и второй кассовый апрельский выход (после «Форсажа 7»). Он также показал исключительно хорошие результаты как в форматах 3D, так и в форматах IMAX, так как они принесли доход в размере 44 миллионов долларов и 10,4 миллиона долларов от валовой прибыли в первый уик-энд фильма, соответственно, позже побил рекорд по крупнейшему апрельскому выпуску Disney IMAX. Примечательно, что он также стал единственным вторым релизом с рейтингом PG, который когда-либо зарабатывал выше 100 миллионов долларов в первый уик-энд (после «Алисы в Стране чудес») и третьим фильмом 2016 года, который заработалв первый уик-энд выше 100 миллионов долларов (после «Дэдпула» и фильма «Бэтмен против Супермена: На заре справедливости»). Он заработал 130,7 млн долларов за первую полную неделю, вторую по сборам для ремейка Disney, после «Алисы в Стране чудес», заработавшей 146,66 миллионов долларов за первую неделю.
Поддержанный превосходным молвой и извлекая выгоду из весенних каникул, сборы фильма упали всего на 40% во второй уик-энд, заработав 61,5 млн долларов, всё ещё сохраняя высшие позиции и намного превосходя фильм «Белоснежка и охотник 2». Это ставит «Книгу джунглей» в топ-пятнадцать вторых уик-эндов всех времён, и с точки зрения фильмов, которые заработали в первый уик-энд больше 100 миллионов долларов, фильм набрал четвёртое по величине падение после «Шрека 2» (−33%), «Человека-паука» (−39%) и фильма «Звёздные войны: Пробуждение силы» (−39%). Из этих цифр 5,6 миллиона долларов поступили от показов IMAX, что за два уик-энда составило 18,4 миллиона долларов, что составляет около 10% от общего объёма кассовых сборов в Северной Америке. Он заработал 200 миллионов долларов на двенадцатый день проката, ему удалось удержать первое место в третий уик-энд подряд с 43,7 миллионами долларов из 4041 кинотеатра (добавление ещё 13 кинотеатров), сборы упали всего на 29%, обограв следующие шесть фильмов вместе взятых (включая выход трёх новых) и получил шестой по сборам третий уик-энд за всё время. Более того, падение на 29% является наименьшим падением в третий уик-энд (со второго) для сборов в первый уик-энд в 100 миллионов долларов за всю историю. Disney добавила ещё 103 кинотеатра для четвёртого уик-энда фильма, что увеличило его количество кинотеатров до 4144 кинотеатра, но, тем не менее, его обогнал фильм «Первый мститель: Противостояние» после снижения сборов на 50%. Он заработал 300 миллионов долларов на 30-й день проката, 14 мая, так как по-прежнему наблюдалось незначительное снижение после нескольких новых релизов за уик-энд. Он заработал 3,53 раза больше, чем первые уик-энд, что является одним из самых больших показателей за всё время для фильма, сборы которого в первый уик-энд превышает 100 миллионов долларов. Он стал одним из немногих неожиданных хитов и одним из самых кассовых фильмов года, наряду с мультфильмами «В поисках Дори», «Тайная жизнь домашних животных» и «Зверополис», сосредоточенными вокруг говорящих животных, чтобы доминировать в годовом чарте.

#### Другие страны
Фильм вышел примерно в 70 странах. За пределами США и Канады он вышел на 15 рынках и 69 экранах IMAX за неделю до своего дебюта в США и столкнулся с заметной конкуренцией со стороны фильмов «Белоснежка и охотник 2» и «Бэтмен против Супермена: На заре справедливости», последний из которых вступил в свой третий уик-энд. Причина разделённого шаблона выхода заключалась в том, что Disney хотела получить немного места до выхода «Первого мстителя: Противостояние» в начале мая, а также воспользоваться школьными каникулами и избежать местных конкурентов. В конечном итоге он заработал 31,7 миллиона долларов, дебютировав на первом месте на всех рынках и втором в международном прокате, уступая фильму «На заре справедливости», который вышел на 67 рынках. Во второй уик-энд он расширился ещё до 49 стран (88% от общего объёма рынка) и заработал 138,6 млн долларов из 64 стран, возглавив международные кассовые сборы, большая часть из которых пришла из Китая. Примерно 63% или 85 миллионов долларов из этого было поступило от 3D-показов, при этом самый крупные 3D-показы представляют Китай (98%), Германия (83%), Бразилия (73%), Россия (60%), Мексика (47%) и Великобритания (39%). Только десять миллионов долларов поступили с 525 IMAX-показов, что является рекордом для фильма с рейтингом PG и апрельского релиза. Он продолжил удерживать первое место в свой третий уик-энд после добавления ещё 98,9 миллионов долларов с 53 территорий,сборы упали на 32%. С показов IMAX фильм заработал ещё 6,1 миллиона долларов от 484 кинотеатров IMAX за три уик-энда в общей сложности 20,6 миллиона долларов. После трёх удержаний первого места подряд, в четвёртый уик-энд его сместил «Первый мститель: Противостояние».
В Индии у него был второй кассовый день выходп голливудского фильма, заработав 1,51 миллиона долларов (после фильма «Мстители: Эра Альтрона») примерно с 1500 экранов и продолжил держать второй кассовый голливудский уик-энд за всё время, с 8,4 миллионами долларов с 1600 экранов, отставая от «Форсажа 7» с точки зрения местной и американской валюты, что превзошло ожидания в 5–6 миллионов долларов. Его первый уик-энд только в Индии превзошёл всю жизнь других ремейков Disney — «Золушка», «Малефисента», «Оз: Великий и Ужасный» и «Алиса в Стране чудес». Затем он продолжил удерживать самый кассовый выход и одну неделю для голливудского фильма с 15,1 миллионами долларов. Во второй уик-энд сборы упали на 40% до 4,97 миллиона долларов. Всего за десять дней он стал четвёртым кассовым голливудским фильмом с 21,2 миллиона долларов. В среду, 19 апреля, на 12-й день проката, он превзошёл «Форсажа 7» и стал самым кассовым голливудским/иностранным фильмом всех времён. К концу проката фильм заработал примерно 38,8 миллиона долларов, при этом половина его дохода — 58% — пришлась на местные дублированные версии, по сравнению с «Мстителями: Эра Альтрона», который принёс 45% дохода от дублированных версий.
В Китае, где фильм был известен как «Фэнтезийный лес», ожидания были высоки, прогнозы составляли 154–200 миллионов долларов или более. В конечном счёте, он не смог достичь этих отметок. До выхода фильма в стране у Disney был очень успешный прокат в прокате со «Зверополислм» в прошлом месяце, в котором антропоморфные животные были центральной фигурой. Forbes отметил, что «Книга джунглей» был именно тем фильмом, который любят китайские зрители с его 3D-визуальными эффектами, душевной историей и актёрским составом говорящих животных. В день выхода он заработал около 12 миллионов долларов, в том числе 300 000 долларов с 65 000 предпоказов в четверг. Воодушевленный хороший молвой и положительным восприятием (хотя в основном от аудитории с поляризованным восприятием со стороны китайских критиков, на второй день сборы выросли на 72% до 20 миллионов долларов. За первый уик-энд он заработал 48,5 миллионов долларов, в том числе 5,1 миллиона долларов с 279 показов IMAX, что является новым рекордом для апрельского релиза. Его выход ознаменовал крупнейший выход фильма Walt Disney Pictures за всю историю, второй кассовый для семейного фильма (после «Кунг-фу панды 3»), второй кассовый апрельский дебют (после «Форсажа 7») и четвёртый кассовый выход Disney (после «Мстителей: Эра Альтрона», «Железного человека 3» и «Звёздных войн: Пробуждение силы»). Он начал ежедневные кассовые сборы в течение всей недели выхода и оставался на вершине в течение второго уик-энда, после падения сборов на 20% до 29,8 миллионов долларов, несмотря на некоторую конкуренцию. Он закончил свой прокат с общим объёмом 150,1 миллиона долларов после 30 дней проката в кинотеатрах, заработав 1,2 миллиона долларов в свой последний день. Хотя его сборы были ниже ожиданий, он, тем не менее, стал огромным коммерческим успехом и стал четвёртым по кассовым релизом Disney.
В Великобритании и Ирландии в первый уик-энд он заработал 9,9 млн фунтов стерлингов (14,1 млн долларов) из 594 кинотеатров и 8,1 миллионов долларов во Франции. В других местах самые кассовые выходы были зафиксированы в России и СНГ (7,4 миллионов долларов), Германии (5,1 миллионов долларов), Испании (3,9 миллионов долларов), Австралии (2,8 миллионов долларов), Аргентине (2,3 миллионов долларов), а также в Малайзии, где он получил самый кассовый уик-энд для фильма Disney с 2,3 миллионами долларов. В Великобритании он стал первым фильмом 2016 года, который заработал более 5 миллионов фунтов стерлингов за три уик-энда подряд, и первым фильмом со времён «Мира юрского периода», «007: Спектр» и «Звёздных войн: Пробуждение силы», достигшим такого достижения и первым фильмом 2016 года, который заработал более 40 миллионов фунтов стерлингов (58 миллионов долларов). В Южной Корее он столкнулся с конкуренцией со стороны «Варкрафта», но в итоге дебютировал на вершине чартов с 6,2 миллионами долларов. На данный момент он заработал в общей сложности 18 миллионов долларов.
В Японии он вышел 11 августа вместе с фильмом «Люди Икс: Апокалипсис» и за 5 дня заработал 6,2 миллионов долларов с 676 экранов (3 миллиона долларов за два дня), дебютировав на втором месте после «Тайной жизни домашних животных». Хотя начальная цифра считалась посредственной, Deadline Hollywood отметил, что Япония — рынок, который может видеть большие кратные. Во второй уик-энд сборы упали всего на 30%, заработав 2,1 миллиона долларов за 11 дней в общей сложности 13,7 миллиона долларов.
В общей прибыли его крупнейшими рынками за пределами США и Канады были Китай (150,1 миллионов долларов), Великобритания (66,2 миллионов долларов) и Индия (38,8 миллионов долларов). Это был самый кассовый фильм 2016 года в Европе с общей суммой 209 миллионов долларов, Великобритании, Ирландии и в Индии (хотя позже его превзошёл «Султан», с точки зрения голливудских/импортных фильмов, он все еще самый кассовый).

### Отзывы критиков
На Rotten Tomatoes фильм имеет рейтинг 94% на основе 329 отзывов, средний оценкой 7,8 из 10. Консенсус сайта гласит: «Так же приятно, как и увлекательно смотреть, „Книга джунглей“ — редкий ремейк, который на самом деле улучшает своих предшественников — и всё это, устанавливая новый стандарт для CGI». На Metacritic фильм имеет рейтинг 77 из 100, основанный на 49 отзывах, что указывает на «в целом благоприятные отзывы». Аудитория, опрошенная CinemaScore, дала фильму среднюю оценку «А» по шкале от A+ до F, в то время как PostTrak сообщил, что кинозрители дали ему общий положительный балл 92%. 97% зрителей дали фильму A или B, и он получил пятёрки как среди людей младше, так и среди людей старше 25 лет и A+ среди тех, кто моложе 18 лет, а также для аудитории старше 50 лет.
Тодд Маккарти из The Hollywood Reporter написал: «Исключительно красивая для зрения и подкреплённая звездным актёрским составом, эта девятнадцатая экранизация рассказов Редьярда Киплинга о приключениях молодого Маугли среди животных индийских джунглей оказывается совершенно увлекательной, даже если в конечном итоге ей не хватает подтекста и тематического веса». Эндрю Баркер из Variety чувствовал, что эта версия «не может соперничать с шерстяной свободой анимационной классики 1967 года, конечно, но сама по себе она так хорошо преуспевает, что такие сравнения вряд ли необходимы». Робби Коллин из The Telegraph дал фильму 4 звезды из 5 и посчитал его «искренней экранизацией, которая возвращается к Киплингу за новым вдохновением». Алонсо Дюральде из TheWrap сказал: «Этой „Книге“ может не хватать пост-водевильной суматохи своего предшественника, но режиссёр Джон Фавро и команда волшебников эффектов погружают нас в один из самых захватывающих искусственных миров большого экрана со времён „Аватара“. Питер Брэдшоу из The Guardian, дал фильму 4 звезды из 5 и почувствовал, что в фильме есть прикосновение „Апокалипсиса“, найдя элементы сюжета похожими на элементы „Короля Льва“. Он написал, что фильм был «впечатляющим, захватывающим, смешным и веселым» и что он «прекрасиво возрождает дух оригинального фильма Диснея». Пит Хаммонд из Deadline Hollywood написал, что в фильме был смех, волнение, исключительный голос и, самое главное, много сердца, называя его кинематографическим достижением, как никто другой. Он особенно похвалил выступление Мюррея и визуальные эффекты, посчитая это «просто удивительным». Крис Нашавати из Entertainment Weekly дал фильму оценку «A−», назвав его одним из самых больших сюрпризов 2016 года. Однако он чувствовал, что две песни были довольно ненужными и отвлекающими, и посчитал, что фильм слишком пугает детей.
Ричард Роупер из Chicago Sun-Times дал фильму 3,5 звезды, указывая на CGI как на вершину достижения фильма. Он назвал это «красиво переданным, визуально захватывающей на часто экранизируемые рассказы Редьярда Киплинга», но назвал музыкальные номера тривиальными, сказав, что без музыкальных номеров фильм мог бы стать более волнующим обтекаемым приключением. Кеннет Туран из Los Angeles Times отметил, что «„Книга джунглей“ — семейный фильм, рассчитанный на то, чтобы даже те, у кого нет семьи, хотели бы взять кого-то с собой». Питер Трэверс из Rolling Stone дал фильму 3,5 звезды из 4, назвав его страшным и захватывающим, но уникальным и незабываемым, и добавив, что он «наполняет нас чем-то редким в современных фильмах — чувством удивления». Билдж Эбири из The Village Voice похвалил фильм как быстрый и лёгкий, и что он «умеет быть достаточно страшным, чтобы заставить нас чувствовать опасность одиночества посреди массивных джунглей, но никогда не снисходительным или беспричинным». Кэт Кларк из Time Out сравнил персонажа Эльбы Шер-Хана со Шрамом из «Короля Льва», назвав его «злодеем года». Мэтт Золлер Зейтц из RogerEbert.com также высоко похвалил исполнение Эльбой Шер-Хана, заявив: «Его прыгающая угроза настолько мощная, что он был бы страшен, несмотря ни на что, но персонаж становится великим злодеем благодаря воображаемому сопереживанию. Мы понимаем и ценим его точку зрения, даже несмотря на то, что её выполнение означало бы смерть Маугли».
Визуальные эффекты фильма и 3D-съёмки сравнивали с эффектами «Аватара», «Гравитации», «Хранителя времени» и «Жизни Пи». Сара Уорд из Screen International написал, что уровень детализации, отображаемый в фильме, «вероятно, вызовет такую же потрясающую реакцию, как и кассовый хит Джеймса Кэмерона». Entertainment Weekly назвал его «одним из немногих 3D-фильмов, которые на самом деле выигрывают от пребывания в 3D». Фильм также был положительно принят индийскими критиками и публикациями, такими как The Times of India, The Hindu, India Today, The Indian Express и The Economic Times.
Тем не менее, некоторые рецензенты критиковали непоследовательный тон фильма и нерешительность режиссёра придерживаться одного видения. Манола Даргис The New York Times был менее восторженным. Сэм С. Мак из Slant Magazine написал: «Джон Фавро в значительной степени опирается на анимационного предшественника своего фильма для сюжета, характеристик, песен и подготовок, но не знает, как вписать эти знакомые элементы в своё связное видение». Джош Шпигель из Movie Mezzanine также повторил эти чувства, сказав, что фильм «спотыкается, потому что вовлечённые люди не готовы полностью взять на себя обязательства ни к тому, чтобы сделать ремейк, близкий к кадру, либо пойти в совершенно другом направлении». Рене Родригес из Miami Herald чувствовал, что фильм был бездушным, написав, что «чем лучше выглядят эти говорящие звери, тем больше фильм напоминает великолепную заставку. Вы восхищаетесь „Книгой джунглей“, но вы не можете потерять в ней себя».

## Продолжение
После финансовых сборов и положительной критики фильма студия начала работу над продолжением. Джон Фавро вернётся в качестве режиссера, и Нил Сети повторит свою роль, в то время как сценарист Джастин Маркс также ведет переговоры о его возвращении. 25 апреля 2016 года было объявлено, что Фавро и Маркс вернутся в кресла режиссёра и сценариста соответственно, а продолжение потенциально может выйти в 2019 году и будет демонстрироваться вместе с «Королём Львом». Однако в марте 2017 года было опубликовано, что продолжение было приостановлено, чтобы Фавро вместо этого сосредоточился главным образом на «Короле Льве». К январю 2018 года Маркс закончил ранний черновик сиквела, который, по его словам, «пойдет дальше» по материалам Киплинга, а также по элементам отклонённых черновиков Билла Пита для мультфильма 1967 года. В октябре 2018 года Нил Сети подтвердил, что повторит свою роль Маугли. С 2018 года проект приостановлен на неопределённый срок.